# Добринский район (Волгоградская область)
Добринский район — административно-территориальная единица, существовавшая в СССР с 1935 по 1963 год. Входил в состав Сталинградской (впоследствии Волгоградской) и Балашовской областей.

## История
Добринский район был образован в составе Сталинградской области в 1935 году.
В 1954 году после образования Балашовской области район был включён в её состав, а после упразднения Балашовской области в 1957 году вновь вошёл в состав Сталинградской.
Ликвидирован в 1963 году, территория района включена в состав Урюпинского района Волгоградской области.
Административным центром района являлась станица Добринка.

## Состав
В состав Добринского района на 1 января 1948 года входили 15 сельсоветов и поссоветов:
- Балтиновский сельсовет
- Беспаловский сельсовет
- Бесплемяновский сельсовет
- Богоявленский сельсовет
- Булековский сельсовет
- Вихлянцевский сельсовет
- Верхне-Безымянский сельсовет
- Верхне-Соинский сельсовет
- Вилковский сельсовет
- Добринский сельсовет
- Забурдяевский сельсовет
- Искринский поссовет
- Нижне-Антошинский сельсовет
- Розовский сельсовет
- Россошинский сельсовет